# گروه بور
| گروه → | ۱۳    |
| ↓ دوره |       |
| ------ | ----- |
| ۲      | 5 B   |
| ۳      | 13 Al |
| ۴      | 31 Ga |
| ۵      | 49 In |
| ۶      | 81 Tl |

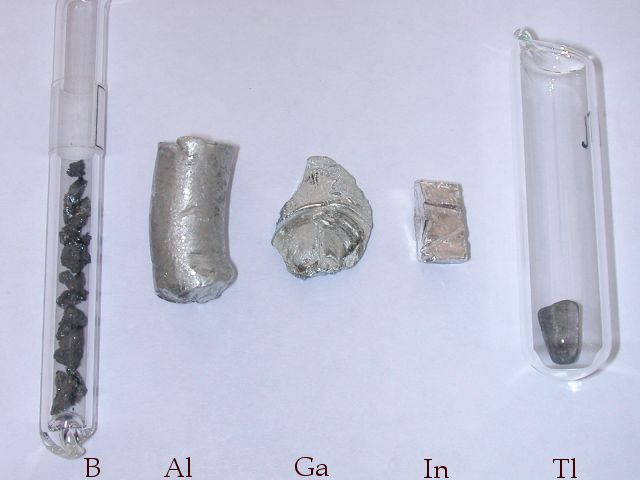
شکل ظاهری عناصر گروه بور

گروه بور، یکی از گروه‌های جدول تناوبی از عناصر شیمی در گروه ۱۳ جدول تناوبی استاندارد است. گروه بور شامل عناصر بور B، آلومینیم Al، گالیم Ga، ایندیم In و تالیم Tl و نیونیمNh می‌باشد.
در گروه 13 جدول تناوبی فقط عنصر آلومینیوم به یون تبدیل می‌شود و بقیه عناصر گروه 13تشکیل یون نمیدهند به دلیل اینکه به آرایش الکترونی d10می رسند.
بنا بر گفته برخی از مستندات علت نام گذاری این گروه بخاطر عنصر ردیف اولش یعنی بور نام گذاری شده است.